# Григор'ївська (станиця)
Григор'ївська — станиця в Сєверському районі Краснодарського краю. Центр Григор'ївського сільського поселення.
Населення — понад тисяча мешканців.
Станица розташована на лівому березі річки Шебш, у лісовій передгірної зоні, за 6 км вище за течією від більшої станиці Новодмитріївської, за 2 км на схід від станиці Смоленської. Найближча залізнична станція розташована 11 км північніше — в селищі міського типу Афіпський.
Заснована в 1864.
До складу Григор'ївського сільського поселення крім станиці Григор'ївська входить також станиця Ставропольська.